# Педаченко Георгій Опанасович
Георгій Опанасович Педаченко (17 липня 1923 — 26 липня 2001) — український нейрохірург, доктор медичних наук (з 1965 року), професор (з 1966 року).

## Біографія
Народився 17 липня 1923 року в місті Хмільник Вінницької області. Батько, Опанас Георгієвич, служив начальником залізничної станції. Мати, Соф'я Євфимівна, працювала вчителькою. В десятому класі Георгій твердо вирішив поступати в Київський політехнічний інститут на новий факультет - телекомунікаційний, але почалася німецько-радянська війна. В 1944 році радянські війська звільнили Хмільник і Георгія Педаченко направили на фронт. Воював рядовим, двічі був тяжко поранений. В госпіталі готувались до ампутації ноги, але її вдалося зберегти.
Георгій вирішив стати хірургом і після демобілізації в грудні 1945 року вступив на лікувальний факультет Вінницького медичного інституту. В 1950 році з відзнакою закінчив медінститут і йому запропонували працювати на кафедрі урології. Але в цей час до Вінниці приїхав засновник української школи нейрохірургів, майбутній академік, О. І. Арутюнов - набирати кадри для Інституту нейрохірургії АМН УРСР, що створювався в Києві.
Кандидатська дисертація Г. О. Педаченка "Ангіографія в діагностиці головного мозку" виявилася піонерською для свого часу. Доктор медичних наук, професор Г. О. Педаченко створив систему надання кваліфікованої допомоги хворим з приводу геморагічного інсульту, створив наукову школу нейрохірургів. 

## Посади Г. О. Педаченка
- у 1951–1952 роках — головний лікар;
- у 1953–1954 роках — молодший науковий співробітник;
- у 1954–1956 роках — старший науковий співробітник;
- у 1969–1987 роках — керівник відділу нейротравми та судинної патології головного мозку.

З 1956 року — асистент, з 1957 року — доцент, а з 1960 по 1993 рік — завідувач кафедрою нейрохірургії Київського інституту удосконалення лікарів.

Могила Георгія Педаченка

Помер 26 липня 2001 року. Похований у Києві на Берковецькому кладовищі (72 ділянка, 25 ряд, 31 могила).